# Dolls
Pour les articles homonymes, voir Doll.
Pour la bande originale, voir Dolls (bande originale).
Pour plus de détails, voir Fiche technique et Distribution.
Dolls est un film poétique japonais, réalisé par Takeshi Kitano, sorti en 2002.

## Synopsis
Dolls regroupe trois histoires d'amour inspirées de Meido no Hikyaku (Le Courrier des enfers), une pièce de Chikamatsu Monzaemon, issue du théâtre de marionnettes traditionnel japonais bunraku.
Dans la première, Matsumoto et Sawako forment un couple heureux, mais les pressions exercées par leurs deux familles vont les forcer à faire un choix tragique.
Dans la deuxième, Hiro, un chef Yakuza, retourne dans le parc où il avait l’habitude de voir sa petite amie, et se souvient…Trente ans plus tôt, il était un pauvre ouvrier et s’est trouvé forcé de se séparer de la jeune fille pour intégrer le milieu du crime.
Dans la troisième, Haruna, dont le visage est partiellement recouvert de bandages, passe le plus clair de son temps à regarder la mer (thème cher à Kitano).
Peu de temps auparavant, elle était une star de la musique, habituée à signer des autographes et à se montrer dans les shows télévisés (activité parallèle de Kitano).
Nukui sans aucun doute son plus grand fan est prêt à tout pour le lui prouver.
Outre le thème central du bunraku, Takeshi Kitano souhaitait évoquer les quatre saisons parcourues par ces amants enchaînés d’une corde rouge.

## Commentaire
Takeshi Kitano (T. K.) (évoquant les deux amants reliés par leur corde rouge) : « Lorsque j'étais encore un aspirant comédien à Asakusa, j'ai vu un jour un homme et une femme attachés l'un à l'autre par une corde. Les habitants du quartier les appelaient 'les mendiants errants'. Il y avait beaucoup de rumeurs à leur sujet, mais personne ne savait vraiment comment ils étaient devenus vagabonds. La vision des mendiants errants est restée gravée dans ma mémoire et j'ai toujours voulu réaliser un film avec des personnages comme eux.»
Sorte de captation d'une pièce de bunraku, le film se devait de posséder un habillage unique. Le couturier Yohji Yamamoto a donc créé des costumes somptueux, parfois anachroniques qui ont quelque peu dérouté Kitano lorsqu'il les a vus sur le plateau.

T. K. : « Aussi étrange que cela puisse paraître, j'ai laissé faire Yohji Yamamoto sans aucune concertation. Je lui ai laissé une totale liberté de création, un peu comme s'il créait son propre défilé dans le film. Lors de la première session d'essayage, Yohji nous a présenté les costumes de l'automne et ceux des mendiants errants. Miho, l'actrice principale, portait une robe rouge vraiment très loin des vêtements que portent les mendiants ! Quand je l'ai vu, j'ai failli tomber à la renverse. J'ai vraiment paniqué pendant un instant. Puis je me suis calmé et j'ai dit : 'Leurs costumes ne doivent pas nécessairement être réalistes puisque c'est l'histoire de marionnettes humaines'. Nous étions devant un phénomène inverse : normalement, les costumes s'adaptent au film. En fait, il est arrivé que nous ayons à changer de lieu de tournage pour mieux s'accorder aux costumes.»  
Le film est également porté par des couleurs intenses, chaque saison exhibant les émotions et les errances des personnages grâce à des teintes propres, saturées.

T. K. : « On m'a dit que mes films avaient tendance à avoir une teinte bleuâtre. Alors j'ai pensé que ça vaudrait le coup de réaliser un film avec une grande variété de couleurs, celles-là même que j'avais toujours évitée dans mes films précédents par peur de décevoir. Puisque le film devait se dérouler au Japon, il était évident pour moi que je devais néanmoins filmer les quatre saisons.
Au printemps les cerisiers du Japon sont en fleur, en été la mer est très calme et lumineuse, en automne les feuilles sont très rouges et nous avons de la belle neige en hiver. Ces paysages sont peut-être un peu clichés, mais j'ai osé les filmer et en faire la ligne conductrice de Dolls.»
Le bunraku est l'un des trois genres de théâtre traditionnel du Japon avec le nô et le kabuki. Apparu au XVIe siècle, il met en scène des marionnettes géantes animées par trois comédiens invisibles vêtus de noir et par un manipulateur « en chef » habillé en costume traditionnel. L'histoire est narrée par un conteur derrière la scène qui s'occupe également de reproduire la voix des personnages. L'histoire est généralement accompagnée par une musique au shamisen, un instrument asiatique à trois cordes.
La grand-mère de Takeshi Kitano était conteuse de bunraku et joueuse de shamisen.

## Fiche technique
- Titre : Dolls
- Réalisation : Takeshi Kitano
- Scénario : Takeshi Kitano
- Production : Masayuki Mori et Takio Yoshida
- Société de distribution : Office Kitano
- Musique : Joe Hisaishi
- Photographie : Katsumi Yanagishima (en)
- Montage : Takeshi Kitano
- Décors : Norihiro Isoda
- Costumes : Yohji Yamamoto
- Pays d'origine : Japon
- Langue : japonais
- Format : Couleurs - 1,85:1 - Dolby Digital - 35 mm
- Genre : Mélodrame
- Durée : 114 minutes
- Dates de sortie : 5 septembre 2002 (première mondiale à la mostra de Venise), 7 septembre 2002 (première canadienne au festival international du film de Toronto), 12 octobre 2002 (Japon), 30 avril 2003 (France), 4 juin 2003 (Belgique)

## Distribution
- Miho Kanno : Sawako
- Hidetoshi Nishijima : Matsumoto
- Tatsuya Mihashi : Hiro, le parrain
- Chieko Matsubara : Ryoko, la femme dans le parc
- Kyōko Fukada : Haruna Yamaguchi, la pop star
- Tsutomu Takeshige : Nukui, le fan
- Kayoko Kishimoto : La tante d'Haruna
- Kanji Tsuda : Hiro étant jeune
- Yuuko Daike : Ryoko étant jeune
- Ren Osugi : Le manager d'Haruna
- Shimadayu Toyotake : Tayu, le narrateur du théâtre de marionnettes
- Kiyosuke Tsuruzawa : Acteur du théâtre de marionnettes
- Minotaro Yoshida : Marionnettiste d'Umegawa la courtisane
- Yoshida : Marionnettiste de Chubei
- Shogo Shimizu : Le père de Matsumoto

## Distinctions et récompenses
- Prix du Meilleur film étranger en 2003 au Festival de Wrocław.

## Box-office
- Japon : 630 000 000 ¥[1]